# بیل بری (بازیکن فوتبال زاده ۱۹۰۴)
بیل بری (انگلیسی: Bill Berry; ۱۸ اوت ۱۹۰۴ – ۱۵ سپتامبر ۱۹۷۲) بازیکن فوتبال اهل بریتانیا بود.
از باشگاه‌هایی که در آن بازی کرده‌است می‌توان به باشگاه فوتبال چارلتون اتلتیک، باشگاه فوتبال ای‌اف‌سی بورنموث، باشگاه فوتبال کریستال پالاس، باشگاه فوتبال گیلینگام، باشگاه فوتبال برنتفورد، و باشگاه فوتبال لیل اشاره کرد.